# Yettishar
Yettishar (Oeigoers: يەتتىشەر دۆلەتى ; Chinees: 哲德沙爾汗國; wat 'zeven steden' betekent), algemeen bekend als Kashgaria, was een kortstondige soennitisch-Turkse moslimstaat die bestond in Xinjiang tussen 1865 en 1877, tijdens de Doenganen-opstand tegen de Qing-dynastie. De zeven steden waren Kashgar, Hotan, Yarkand, Yengisar, Aksu, Kucha en Korla. In 1873 werd de staat door het Ottomaanse Rijk erkend als een vazal. Op 18 december 1877 trok het leger van de Qing Kashgar binnen, waarmee een einde kwam aan de staat. 

## Achtergrond
Tegen de jaren 1860 stond Xinjiang al een eeuw onder Qing-heerschappij. Het gebied was in 1759 veroverd op het kanaat van de Dzjoengaren wiens kernbevolking, de Oirat-Mongolen, vervolgens het doelwit van genocide werden. Aangezien Xinjiang echter voornamelijk uit semi-aride of woestijngebieden bestond, waren deze niet aantrekkelijk voor potentiële Han-kolonisten, afgezien van enkele handelaren, dus vestigden andere mensen, zoals Oeigoeren, zich in het gebied.
De etnische groep die tegenwoordig bekend staat als het Oeigoerse volk, stond tot in de 20e eeuw niet bekend onder de term "Oeigoeren". De Oezbeken die dicht bij het huidige Xinjiang woonden werden gezamenlijk " Andizanis " of " Kokandi's " genoemd, terwijl de Oeigoeren in het Tarim-bekken bekend stonden als "Toerki". Er woonden ook Oeigoerse immigranten in het Ili-gebied die "Taranchi " werden genoemd. De moderne term "Oeigoer" werd pas in 1921 door de nieuw opgerichte Sovjet-Unie aan deze etnische groep toegewezen tijdens een conferentie in Tasjkent. Als gevolg hiervan maken bronnen uit de periode van de Doenganen-opstand geen melding van Oeigoeren. Het conflict was voornamelijk een etnische en religieuze oorlog die tussen 1862 en 1877 werd uitgevochten door leden van de islamitische Hui en andere islamitische etnische groepen in de Chinese provincies Shaanxi, Ningxia en Gansu, evenals in Xinjiang.
Duizenden moslimvluchtelingen uit Shaanxi vluchtten naar Gansu. Sommigen van hen vormden belangrijke bataljons in het oosten van Gansu, met de bedoeling hun land in Shaanxi te heroveren. Terwijl de Hui-rebellen zich voorbereidden om Gansu en Shaanxi aan te vallen, vluchtte Jakoeb Beg, een etnisch Oezbeekse of Tadzjiekse commandant uit het kanaat Kokand, in 1865 uit het kanaat nadat hij Tasjkent aan de Russen had verloren. Hij vestigde zich in Kashgar en slaagde er al snel in om de volledige controle te verkrijgen over de oasesteden rond het Tarim-bekken in het zuiden van Xinjiang.

## Jakoeb Beg
Jakoeb Beg werd geboren in de stad Piskent in het kanaat van Kokand (nu in Oezbekistan). Tijdens de Doenganen-opstand veroverde hij het Tarimbekken, en toen de Chinezen in 1864 uit de regio werden verdreven plaatste hij zichzelf op de troon als de heerser van Yettishar. Tijdens zijn kortstondige regering ging Jakoeb Beg betrekkingen aan met buitenlandse mogendheden en ondertekende verdragen met het Russische en Britse Rijk. Hij kreeg echter geen zinvolle hulp van deze staten toen hij hun steun tegen China nodig had. 
Jakoeb Beg kreeg de titel "Athalik Ghazi" of "Kampioen-vader van de gelovigen" van de emir van Boechara in 1866. De Ottomaanse sultan schonk hem de titel van emir. 
Het bewind van Jakoeb Beg was echter niet populair onder de inheemse bevolking van Yettishar. Een van zijn Kashgari-onderdanen, een krijger en de zoon van een opperhoofd, beschreef zijn heerschappij als volgt: "Tijdens de Chinese heerschappij was er alles; er is nu niets." Tijdens zijn machtsjaren volgde ook een aanzienlijke afname van de handel. Hij legde zware belastingen op, en onderwierp de bevolking aan een harde versie van de islamitische sharia. 
De Koreaanse historicus Kim Hodong wijst erop dat zijn rampzalige en onnauwkeurige bevelen de lokale bevolking vervreemden, en dat zij op hun beurt de terugkeer van Chinese troepen verwelkomden. 

## Ondergang
In de late jaren 1870 besloten de Qing Xinjiang te heroveren. Zuo Zongtang, voorheen een generaal in het Xiang-leger, was de opperbevelhebber van alle Qing-troepen die deelnamen om de opstand te onderdrukken. Zijn ondergeschikten waren de Han-Chinese generaal Liu Jintang en de Mantsjoe Jin Shun. 
Toen Zuo Xinjiang binnentrok om de moslimrebellen onder Jakoeb Beg te vernietigen, kreeg hij gezelschap van de Doengaanse Khufiyya-soefi-generaal Ma Anliang en zijn troepen, die volledig waren samengesteld uit islamitische Doenganen. Ma Anliang en zijn Doengaanse troepen vochten samen met Zuo Zongtang om de moslimrebellen aan te vallen. Daarnaast had generaal Dong Fuxiang een leger van zowel Han als Doenganen, en zijn leger nam de gebieden Kashgar en Hotan in. Ook de uit Shaanxi afkomstige Gedimu-Doengaanse generaals Cui Wei en Hua Decai, die waren overgelopen naar de Qing, voegden zich bij Zuo Zongtang en leidden de aanval op de troepen van Jakoeb Beg.
Generaal Zuo voerde een verzoenend beleid ten opzichte van de moslimrebellen, gratie verlenend aan degenen die niet in opstand kwamen en degenen die zich overgaven, als deze zich alleen om religieuze redenen hadden aangesloten. Als rebellen de regering hielpen tegen de opstandige moslims, ontvingen ze beloningen. In tegenstelling tot generaal Zuo probeerde de Mantsjoe-leider Dorongga alle moslims af te slachten, en zag ze allemaal als vijand. 
Zuo Zongtang schreef: "De Andizani's zijn tiranniek jegens hun volk; regeringstroepen zouden hen moeten troosten met welwillendheid. De Andizani's zijn hebzuchtig in het afpersen van de mensen; regeringstroepen zouden dit recht moeten zetten door vrijgevig te zijn." Hij schreef dat de belangrijkste doelen alleen de "verstokte partizanen" en hun leiders Jakoeb Beg en Bai Yanhu waren. De inheemse bevolking werd niet beschuldigd of mishandeld door de Qing-troepen. Een Rus schreef dat soldaten onder generaal Liu "zeer oordeelkundig handelden met betrekking tot de gevangenen die hij nam ... zijn behandeling van deze mannen zou een goede invloed hebben ten gunste van de Chinezen." 
Het leger van Liu Jintang beschikte over moderne Duitse artillerie, die de troepen van Jin Shun niet hadden en evenmin was de opmars van Jin zo snel als die van Liu. Nadat Liu Ürümqi had gebombardeerd, vielen er 6.000 doden onder moslimrebellen, terwijl Bai Yanhu moest vluchten voor zijn leven. Daarna trokken Qing-troepen zonder tegenstand de stad binnen. Zuo schreef dat de soldaten van Jakoeb Beg moderne westerse wapens hadden, maar laf waren: "De Andizaanse leider Jakoeb Beg heeft redelijk goede vuurwapens. Hij heeft buitenlandse geweren en kanonnen, waaronder zulke die explosieve granaten gebruiken, maar die van hem zijn niet zo goed noch zo effectief als die in het bezit van onze regeringstroepen. Zijn mannen zijn geen goede scherpschutters, en toen ze werden afgeslagen, renden ze gewoon weg". 
In december 1877 werd heel Kashgar veroverd. Muhammad Ayub en de Doenganen-detachementen zochten hun toevlucht in de Russische bezittingen. De macht van de Qing-dynastie werd hersteld over heel Xinjiang, behalve over de regio Ili, die later door Rusland werd teruggegeven onder het Verdrag van Sint-Petersburg van 1881.

## Dood van Jakoeb Beg
De oorzaak van de dood van Jakoeb Beg is onduidelijk. The Times of London en de Russische Toerkestanskieje Vedomosti meldden beide dat hij na een kort ziekbed was overleden. De historicus Musa Sayrami (1836-1917) stelde dat hij op 30 mei 1877 in Korla werd vergiftigd door de voormalige hakim (lokale stadsbestuurder) van Yarkand, Niyaz Hakim Beg, nadat deze een samenzweringsovereenkomst had gesloten met de Qing-strijdkrachten in Dzjoengarije. Niyaz Beg zelf ontkende echter in een brief aan de Qing-autoriteiten zijn betrokkenheid bij de dood van Jakoeb Beg, en beweerde dat de Kasjgaarse heerser zelfmoord had gepleegd. Anderen beweerden dat hij was omgekomen in een gevecht met de Chinezen. Moderne historici denken dat een natuurlijke dood (als gevolg van een beroerte) de meest plausibele verklaring is.